# Junioreuropamästerskapet i ishockey 1969
Junioreuropamästerskapet i ishockey 1969 var 1969 års upplaga av turneringen.

## Grupp A
Spelades i Garmisch-Partenkirchen i Bayern i Västtyskland under perioden 26 december 1968-2 januari 1969. 
| Lag                | Sovjetunionen | Sverige | Tjeckoslovakien | Finland | Västtyskland | Polen | gjorda mål/insläppta mål | poäng |
| ------------------ | ------------- | ------- | --------------- | ------- | ------------ | ----- | ------------------------ | ----- |
| 1. Sovjetunionen   | —             | 7-3     | 2-2             | 15-2    | 10-2         | 12-3  | 46-12                    | 9     |
| 2. Sverige         | 3-7           | —       | 5-4             | 8-3     | 6-2          | 15-1  | 37-17                    | 8     |
| 3. Tjeckoslovakien | 2-2           | 4-5     | —               | 4-0     | 4-1          | 14-0  | 28-08                    | 7     |
| 4. Finland         | 2-15          | 3-8     | 0-4             | —       | 4-7          | 9-3   | 18-37                    | 2     |
| 5. Västtyskland    | 2-10          | 2-6     | 1-4             | 7-4     | —            | 3-4   | 15-28                    | 2     |
| 6. Polen           | 3-12          | 1-15    | 0-14            | 3-9     | 4-3          | —     | 11-53                    | 2     |

Polen nedflyttade till 1970 års B-grupp.

## Priser och utmärkelser
- Poängkung: Alexander Maltsev, Sovjetunionen (17 poäng)
- Bästa målvakt: Jiri Crha, Tjeckoslovakien
- Bästa back: Börje Salming, Sverige
- Bästa anfallare: Alexander Maltsev, Sovjetunionen

## Grupp B
Spelades i Genève i Schweiz under perioden 8-14 mars 1969.
| Lag            | Schweiz | Ungern | Jugoslavien | Österrike | gjorda mål/insläppta mål | poäng |
| -------------- | ------- | ------ | ----------- | --------- | ------------------------ | ----- |
| 1. Schweiz     | —       | 12-2   | 10-4        | 4-0       | 26-06                    | 6     |
| 2. Ungern      | 2-12    | —      | 8-4         | 4-1       | 14-17                    | 4     |
| 3. Jugoslavien | 4-10    | 4-8    | —           | 7-0       | 15-18                    | 2     |
| 4. Österrike   | 0-4     | 1-4    | 0-7         | —         | 01-15                    | 0     |

Schweiz uppflyttade till 1970 års B-grupp.

### Fotnoter
1. ↑  ”Championnat d'Europe 1969 des moins de 19 ans” (på franska). Hockeyarchives. 21 mars 1969. http://www.passionhockey.com/hockeyarchives/U-19_1969.htm. Läst 29 november 2014.